# Gynoplistia drekurmi
Gynoplistia drekurmi är en tvåvingeart som beskrevs av Günther Theischinger 1993. Gynoplistia drekurmi ingår i släktet Gynoplistia och familjen småharkrankar. Inga underarter finns listade i Catalogue of Life.